# Herz und Kreuz

Département Vendée

Die Kombination von Herz und Kreuz ist in der Heraldik eine gemeine Figur. In dieser Form lässt sich die Wappenfigur als ein Symbol des royalistisch-katholischen Widerstandes der französischen Landbevölkerung gegen die Französische Revolution (Aufstand der Vendée) um 1793 nachweisen. Ausgangspunkt waren die verordneten Zwangsrekrutierungen des Revolutionsparlamentes in Paris. Das Zeichen steht für das Herz Jesu (Sacré Coeur).
Dargestellt werden zwei verschränkte leicht gegeneinander verschobene Herzumrisslinien mit einem auf einer schematisierten fünfzinnigen Mauer aufgesetzten Kreuz. Die Farbe für die Wappenfigur ist vorrangig rot. Diese heraldisch stilisierte Form ist aus einem Herzen mit bestecktem Kreuz hervorgegangen.

## Beispiele

Montbert
Saint-Prouant
La Tranche-sur-Mer
Pays de la Loire
Les Epesses
Maché
Saint-Paul-en-Pareds
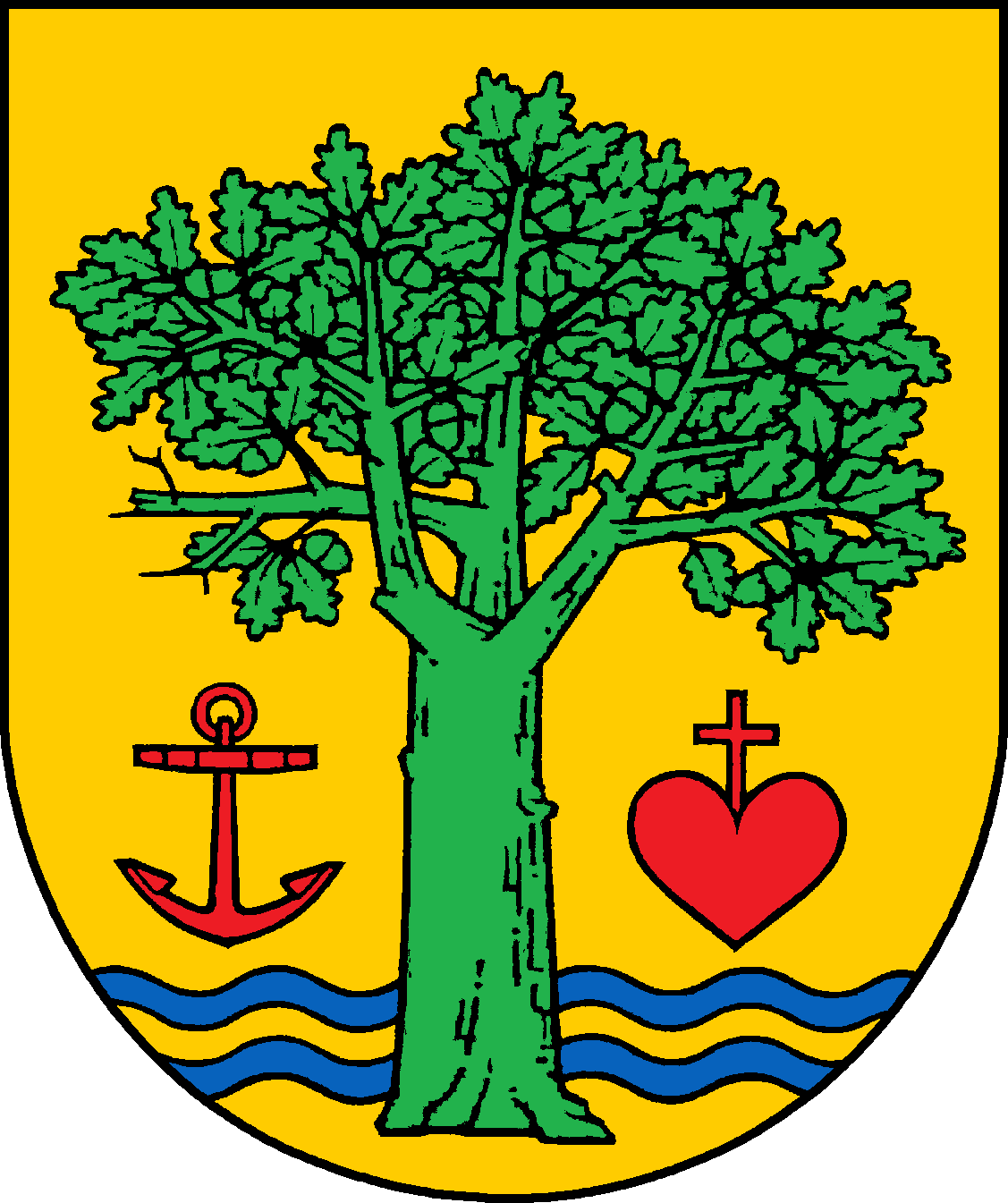
Lankau – Abweichend von der franz. Symbolik
Mallièvre
Als Logo auf einer Flagge